# Boullay-les-Troux
 Boullay-les-Troux  es una población y comuna francesa, ubicada en la región de Isla de Francia, departamento de Essonne, en el distrito de Palaiseau y cantón de Gif-sur-Yvette.
Está integrada en la Communauté de communes du pays de Limours.

## Demografía
| 206 | 253 | 339 | 416 | 509 | 581 |
| Para los censos de 1962 a 1999 la población legal corresponde a la población sin duplicidades (Fuente: INSEE [Consultar]) |     |     |     |     |     |